# زندگی خشن
زندگی خشن (ایتالیایی: Una vita violenta) یک فیلم درام ایتالیایی به کارگردانی پائولو هئوش و برونلو روندی است که در سال ۱۹۶۲ منتشر شد.

## بازیگران
- فرانکو چیتی
- سرینا ورگانو
- انریکو ماریا سالرنو